# The Stooges (album)
Albums de The Stooges
Fun House
(1970)
The Stooges est le premier album du groupe de rock américain éponyme les Stooges, produit par John Cale. Il a été édité pour la première fois en août 1969. Deux singles en sont extraits : I Wanna Be Your Dog et 1969. La totalité des morceaux est écrite par l'ensemble du groupe. Il est largement considéré comme l'un des meilleurs albums de protopunk. Avec les sons de guitare saturés de Ron Asheton, ses solos et textures à la wah-wah et des riffs basés sur des "power chords" (accords de puissances), il a également exercé un énorme impact sur le hard rock et le heavy metal.

## Description
En 1968, les Stooges signent un contrat avec Elektra Records. Mais ils n'ont encore aucune chanson écrite et s'attèlent à la tâche. Ils pondent notamment No Fun et I Wanna Be Your Dog, en partant de riffs de guitare composés par Ron Asheton. Le label envoie le groupe à New York à partir du 1er avril 1969 pour enregistrer le matériel du premier album au studio Hit Factory, avec le producteur John Cale, ancien membre du Velvet Undergroud, ayant déjà produit l'album The Marble Index de la chanteuse Nico pour Elektra. Leur répertoire ne compte que quatre chansons, et les autres, comme Not Right, sont écrites à la hâte dans leur chambre de l’Hôtel Chelsea. Les Stooges jouent les amplis à fond en gesticulant, au grand dam du personnel du studio. Le premier mixage de Cale, trop lisse, déplait aux membres du groupe, et un second mix, plus sauvage, est réalisé par celui-ci avec Lewis Merenstein.
L'album, publié le 5 août 1969, contient 8 titres. Au milieu d'un déluge sonore d'énergie brute, We Will Fall, « morceau hypnotique et angoissant » aux accents psychédéliques, avec ses 10 minutes et 15 secondes, est une curiosité.
Avec une bonne promotion en radio du single 1969, Elektra espère en vendre 100 000 exemplaires. En réalité, il ne se vend que 36 000 copies de The Stooges, qui se classe en 106e position du Billboard 200. Ce qu'on ne mesure pas à l'époque, c'est l'impact de ce disque (et de son successeur Fun House) dans les années qui suivent, et notamment dans le développement du mouvement punk.

## Musiciens
- Iggy Pop - chant
- Dave Alexander - basse
- Ron Asheton - guitare électrique, chant
- Scott Asheton - batterie
- John Cale - Alto, cloche de traineau, piano

## Réception et postérité
À sa sortie, The Stooges est relativement mal perçu par la presse musicale. Chris Hodenfield écrit dans Rolling Stone que « les Stooges sont une bande de paresseux défoncés pratiquant une musique ennuyeuse et régressive destinée à des gens ennuyeux et régressifs ». Dans The Village Voice, Robert Christgau qualifie la musique de l'album de « rock stupide à son  paroxysme », mais lui accorde pourtant la note de B+.
En 2003, comme en 2012, l'album est placé en 185e position du classement des « 500 plus grands album de tous les temps » par Rolling Stone Magazine. Il est également cité en 2006 dans l'ouvrage de référence de Robert Dimery, Les 1001 albums qu'il faut avoir écoutés dans sa vie, et dans un bon nombre d'autres listes similaires.

## Liste des titres

### Face A
1. 1969 - 4:05
2. I Wanna Be Your Dog - 3:10
3. We Will Fall - 10:15

### Face B
1. No Fun - 5:15
2. Real Cool Time - 2:29
3. Ann - 3:00
4. Not Right - 2:49
5. Little Doll - 3:21